# St. Jakob (Poppenhausen)

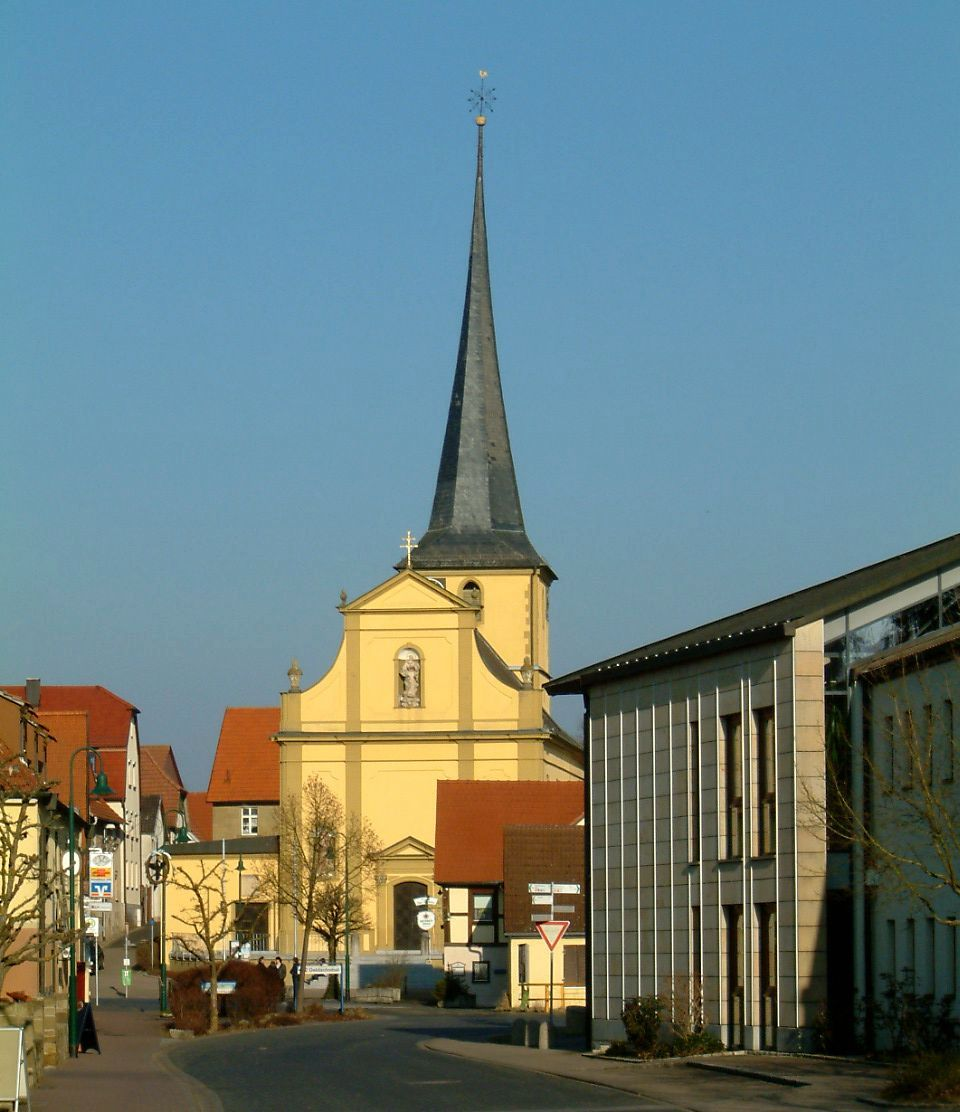
St. Jakob

Die römisch-katholische Kirche St. Jakobus ist eine Kirche im bayerischen Ort Poppenhausen im unterfränkischen Landkreis Schweinfurt. Sie gehört zu den Baudenkmälern in Poppenhausen und ist unter der Nummer D-6-78-168-5 in der Bayerischen Denkmalliste registriert. Sie ist dem Apostel Jakobus geweiht.

## Geschichte
Der Turm der Kirche entstand im Jahr 1517. An ihn wurde im Jahr 1743 das heutige Langhaus mit Satteldach und barocker Westfassade angebaut.
Im Jahr 1953 fanden umfangreiche Renovierungsarbeiten mit einer Erweiterung des Kirchengebäudes sowie einer Umgestaltung des Kircheninneren statt.